# Jean Brocard
Pour les articles homonymes, voir Brocard.
Jean Brocard, né le 4 octobre 1920 à Gray (Haute-Saône) et mort le 11 janvier 2013 à Seynod, est un homme politique français.

## Biographie
Après une thèse de doctorat en droit (1950), il entre à l'École des commissaires de la Marine nationale, alors située à Menthon-Saint-Bernard sur les bords du lac d'Annecy.
Après une carrière en tant que contrôleur général des armées, Jean Brocard rejoint les rangs centristes et est élu député de la première circonscription de la Haute-Savoie dès 1968 à la faveur de la dissolution, puis réélu jusqu'en 1993. Il sera au sein de l'Assemblée nationale élu par deux fois, vice-président.
En 1973, il devient le premier conseiller général du nouveau canton d'Annecy-le-Vieux et sera réélu jusqu'en 1992. De 1976 à 1992, il occupera la fonction de vice-président du Conseil général de Haute-Savoie et celle de président de la commission Tourisme et montagne.
De 1977 à 1989, il est maire d’Annecy-le-Vieux.

## Détail des fonctions et des mandats
Mandats parlementaires
- 30 juin 1968 - 1er avril 1973 : Député de la 1re circonscription de la Haute-Savoie
- 11 mars 1973 - 2 avril 1978 : Député de la 1re circonscription de la Haute-Savoie
- 12 mars 1978 - 22 mai 1981 : Député de la 1re circonscription de la Haute-Savoie
- 14 juin 1981 - 1er avril 1986 : Député de la 1re circonscription de la Haute-Savoie
- 16 mars 1986 - 14 mai 1988 : Député de la Haute-Savoie
- 5 juin 1988 - 1er avril 1993 : Député de la 1re circonscription de la Haute-Savoie

## Décoration
- Commandeur de la Légion d’honneur en 2005.